# Modrý efekt & Radim Hladík
Modrý efekt & Radim Hladík je šesté studiové album české rockové skupiny Blue Effect, která jej vydala pod počeštěným názvem Modrý efekt. Deska byla vydána ve vydavatelství Supraphon (katalogové číslo 113 1777) v roce 1975. Jedná se o zcela instrumentální album. Nahráno bylo v roce 1973 jako exportní pro vydavatelství Artia, kde vyšlo na konci roku 1974 s anglickým názvem A Benefit of Radim Hladík a pod anglickým názvem skupiny The Blue Effect. Tato verze se od pozdější české varianty také liší přebalem, anglickými názvy skladeb a vzájemně prohozenými skladbami č. 2 a 3 na první straně desky. Domácí verzi alba vydal Supraphon roku 1975. Obsahuje mj. skladbu „Čajovna“, která se stala jednou z nejpopulárnějších nahrávek Blue Effectu vůbec. Radim Hladík později vzpomínal, že jejím účelem bylo spíše být pouze jakousi vycpávkou, aby se album dostalo na požadovanou stopáž. Skladba „Boty“, zde instrumentální, byla zařazena i na později nahrané album Nová syntéza 2, kde figuruje zpívaná s textem pod jménem „Je třeba obout boty a pak dlouho jít“.
Na CD vyšla remasterovaná verze alba s bonusy v roce 2000 (Sony Music/Bonton), roku 2009 bylo album vydáno v rámci box setu 1969–1989 Alba & singly & bonusy.

## Seznam skladeb
Verze vydaná v roce 1975 pro československý trh.
Hudbu složil(i) Radim Hladík. 
| Strana 1 | Strana 1  | Strana 1 |
| Pořadí   | Název     | Délka    |
| -------- | --------- | -------- |
| 1.       | Boty      | 10:05    |
| 2.       | Čajovna   | 4:05     |
| 3.       | Skládanka | 5:55     |

| Strana 2       | Strana 2        | Strana 2 |
| Pořadí         | Název           | Délka    |
| -------------- | --------------- | -------- |
| 1.             | Ztráty a nálezy | 5:20     |
| 2.             | Hypertenze      | 12:35    |
| Celková délka: | Celková délka:  | 37:39    |

## Obsazení
- Modrý efekt
  - Radim Hladík – kytara, akustická kytara, havajská kytara, kruhový modulátor
  - Josef Kůstka – baskytara, housle, vokály
  - Lešek Semelka – klavír, elektronické varhany, vokály
  - Vlado Čech – bicí
- Hosté
  - Martin Kratochvíl – piano
  - Jiří Stivín – flétna, altsaxofon